# أنطونيو بيراردي
أنطونيو بيراردي (بالإنجليزية: Antonio Berardi)‏ هو مصمم أزياء بريطاني، ولد في 1968 في غرانتهام في المملكة المتحدة.